# Saint-Martin-de-Bavel
Saint-Martin-de-Bavel – miejscowość i gmina we Francji, w regionie Owernia-Rodan-Alpy, w departamencie Ain.

## Demografia
Według danych na styczeń 2012 roku gminę zamieszkiwało 438 osób, a gęstość zaludnienia wynosiła 51,5 osób/km².